# ヴィットリア (駆逐艦)

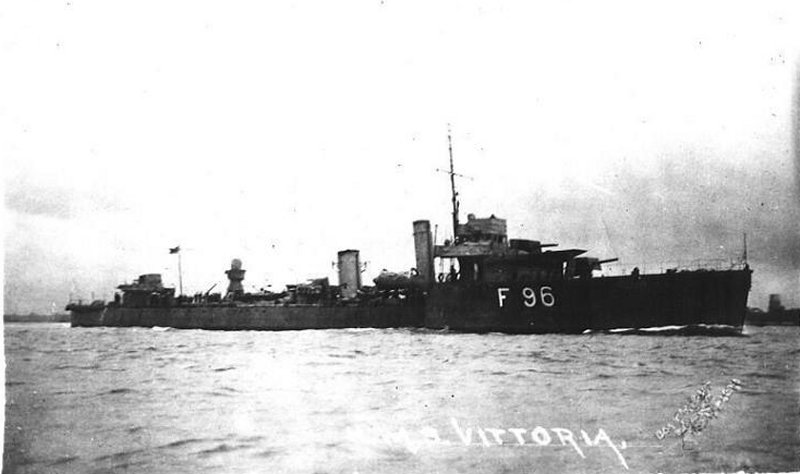
ヴィットリア

ヴィットリア (HMS Vittoria) はイギリス海軍の駆逐艦。アドミラルティV級。
1917年2月起工。1917年10月29日進水。1918年5月竣工。
1919年9月1日、セスカル島 (Seskar) 沖に停泊中ボリシェヴィキの潜水艦「パンテラ (Pantera)」に雷撃され、右舷に魚雷1本が命中。「ヴィットリア」は転覆して沈没した。乗員8人が死亡した。